# Tamopsis leichhardtiana
Espèce
Tamopsis leichhardtiana est une espèce d'araignées aranéomorphes de la famille des Hersiliidae.

## Distribution
Cette espèce est endémique d'Australie. Elle se rencontre dans l'Ouest du Queensland, dans le Nord du Territoire du Nord et en Australie-Occidentale.

## Description
La femelle holotype mesure 4,2 mm.

## Étymologie
Son nom d'espèce lui a été donné en référence au lieu de sa découverte, la Leichhardt River.

## Publication originale
- Baehr & Baehr, 1987 : The Australian Hersiliidae (Arachnida: Araneae): Taxonomy, phylogeny, zoogeography. Invertebrate Taxonomy, vol. 1, no 4, p. 351-437 (texte intégral).